# Strona postępowania cywilnego
Strona procesu cywilnego – powód lub pozwany. Proces cywilny charakteryzuje się dwustronnością. Oznacza to, że w procesie cywilnym występują zawsze dwie i tylko dwie strony, choćby po którejkolwiek z nich występowało więcej niż jeden podmiot współuczestnictwo procesowe. Po jednej ze stron procesu występuje powód (strona czynna), po drugiej zaś stronie pozwany (strona bierna).
Stroną może być osoba fizyczna, osoba prawna albo jednostka organizacyjna, która niebędąca osobą prawną, ale na podstawie odrębnych przepisów posiadająca zdolność prawną.
W razie śmierci 1 ze stron, następuje zawieszenie postępowania przez sąd z urzędu (art. 174 § 1 KPC), a jeżeli w ciągu 5 lat od daty postanowienia o zawieszeniu postępowania nie zgłoszą się następcy prawni zmarłej osoby, sąd umorzy postępowanie, gdyż wydanie wyroku stanie się zbędne i niedopuszczalne (art. 355 § 1 KPC).
Jeżeli spółki się połączą, również następuje umorzenie postępowania.
Zasada dwustronności procesu nie znajduje zastosowania w postępowaniu nieprocesowym, gdyż liczba uczestników postępowania nieprocesowego jest nieograniczona.
Strona procesu cywilnego musi posiadać konieczne przymioty: zdolność sądową, zdolność procesową i legitymację procesową.